# Vierung (Bergbau)
Als Vierung bezeichnete man im Bergbau die Breitenausdehnung eines Grubenfeldes, ohne dabei die Mächtigkeit der Lagerstätte zu berücksichtigen. Erst durch die Vierung wurde das eigentliche Grubenfeld gebildet. Im weiteren Sinne ist die Vierung ein Raum zwischen zwei parallelen Ebenen, die man in einem bestimmten Abstand voneinander in einer bestimmten Richtung annimmt.

## Grundlagen
Die Vierung entstand aus der früheren Vermessung der Grubenfelder nach Lehen. Hierbei wurde ein sieben Lehen langes und sieben Lachter breites Grubenfeld genommen, das sich zur Hälfte in das Liegende und zur Hälfte in das Hangende erstreckte. Die Breite des Grubenfeldes wurde damals von der Mitte des Erzganges mit Einschluss der Mächtigkeit, jedoch ohne Berücksichtigung der Saalbänder, vermessen und jeweils mit 3½ Lachter zu beiden Seiten bestimmt. Durch die Vierung hatte ein Grubenfeld eine Breite von 7 Lachtern. Diese maximale Breite des gevierten Grubenfeldes war durch das Berggesetz vorgeschrieben. Durch die Vierung erhielt der beliehene Eigentümer des Grubenfeldes die Genehmigung, alle in die Vierung fallenden Gänge oder Flöze abzubauen. Das Abstecken eines Ganges über Tage, bezogen auf die vorgegebene Teufe und unter Berücksichtigung des entsprechenden Einfallswinkels, nannte man Vierung legen. Wenn ein Erzgang durch eine Verwerfung plötzlich verschwand, war der Markscheider gezwungen, sich an einem anderen Gang zu orientieren, um die Vierung zu bestimmen. Dadurch konnte es vorkommen, dass er zwangsläufig in das verliehene Grubenfeld einer anderen Zeche eingriff. Dieser Vorgang wurde mit dem Begriff „in die Vierung fallen“ bezeichnet. Es wurde unterschieden zwischen der Vierung des Ganges und der Vierung des Grubenfeldes. Eine Vierung unterscheidet sich von einer anderen entweder durch die unterschiedliche Lage der Vierungsebenen, bezogen auf die Lage des Ganges, oder im Abstand der Vierungsebenen von dem der jeweiligen Vierungsebene am nächsten liegenden Saalband des zugehörigen Ganges oder durch beides. Eine einmal durchgeführte Vierung wurde auch nach Änderung der jeweiligen Berggesetze nur in seltenen Fällen modifiziert und der neuen Gesetzeslage angepasst.

## Vierung des Ganges
Bei der Vierung eines Ganges wurde grundsätzlich von den Saalbändern ausgehend vermessen. Voraussetzung hierfür war, dass der Gang vollkommen ausgebildet war und durch deutlich erkennbare und zweifelsfreie Saalbänder begrenzt war. Es wurden 3½ Lachter ins Hangende und 3½ Lachter ins Liegende oder 7 Lachter nur ins Hangende oder nur ins Liegende winkelrecht nach dem Streichen und Fallen des im Feld befindlichen Ganges geviert. Durch die Vierung wurde quasi ein Raum erzeugt, dessen äußere Grenzen parallel zu den Saalbändern des Ganges verlaufen und dessen Mitte der Erzgang bildet. Die Vierung des Ganges wurde immer dann angewandt bzw. als Richtschnur genommen, wenn der Gang ungeteilt war und mit richtigen Saalbändern fortstrich. Teilte sich der Gang, war er verworfen oder war er plötzlich ganz verschwunden, war die Vierung eines Ganges nicht mehr möglich und es musste auf die Vierung des Grubenfeldes zurückgegangen werden. Teilte sich ein Gang in zwei oder mehr aus der Vierung fallende sogenannte Haupttrümer (Einzelgänge) auf und lagen diese Haupttrümer noch im Bergfreien, so stand dem Grubenbesitzer das Recht zu, eines dieser Trümer als Fortsetzung für seinen Gang auszuwählen. Ihm standen dann die Rechte zu, diese Fortsetzung seines Ganges mit dem gleichen Vierungsrecht abzubauen wie den eigentlich gevierten Gang. Der ausgewählte Gang wurde im Anschluss an die Vierung mit einem Markscheiderzeichen versehen und der ausgewählte Gang wurde ins Bergbuch eingetragen.
Ein Grubenfeldbesitzer durfte aufgrund der Vierungsgerechtigkeit innerhalb seiner Vierung auch andere Gänge abbauen, ohne dafür eine besondere Mutung einzulegen. Traten diese übersetzten oder angeschaarten Gänge oder auch Nebengänge aus der Vierung heraus, dann konnte er diese muten, solange sie noch im Bergfreien lagen. Ein solcher neu gemuteter Gang galt im bergrechtlichen Sinn als neuer Gang und erhielt eine eigene Bezeichnung. Probleme durch Kollision der Rechte gab es immer dann, wenn diese Gänge schon an einen anderen Bergbautreibenden verliehen waren. Gänge, die zwar im Bergfreien lagen, aber sich in der Vierung einer Gewerkschaft oder Lehenschaft befanden, konnten an keinen anderen Muter verliehen werden. Ging ein Gang durch Gebirgsverwerfungen, Zerklüftungen oder andere Naturereignisse verloren, so war der Bergwerkseigentümer berechtigt, sowohl innerhalb der Vierung als auch außerhalb der Vierung im freien Feld nach diesem Gang zu suchen. Der Bergwerkseigentümer durfte in solch einem Fall das Grubenfeld sowohl in der Länge als auch in der Breite mit Örtern durchsetzen. Auch konnte er Örter in die Tiefe absenken, um seinen Gang zu suchen. Kam der Gang innerhalb der Vierung wieder zum Vorschein, so wurde er als der „verlorne Gang“ anerkannt und behielt alle Rechte und Vorzüge des bereits verliehenen Hauptganges. Befand sich der Gang jedoch außerhalb der Vierung, so musste er neu gemutet werden. War er jedoch in ein bereits verliehenes Grubenfeld verworfen, so war er für den Besitzer verloren, da sich dessen Rechte nicht über die Vierung hinaus in ein bereits verliehenes Grubenfeld erstreckte. Einzige Ausnahme war, wenn sich der entsprechende Gang durch Quergänge oder Klüfte wieder in sein Grubenfeld erstreckte.

## Grubenfeldvierung
Bei der Grubenfeldvierung wird dem nach der Länge vermessenen Grubenfeld die gesetzliche Breite zugeteilt. Zusätzlich zu den Abgrenzungen der Fundgruben und den Maßen, die nach dem Fallen und Streichen der Gänge ermittelt wurden, beinhaltete das verliehene Abbaurecht auch das Recht zum Bergbau in jeweils (zumeist) 3½ Lachtern Abstand im Hangenden und Liegenden. Die Vierung des Grubenfeldes wird auch als Hauptvierung, Hilfs- oder Prinzipalvierung bezeichnet. Sie wird dann angewendet, wenn es zu einer Teilung oder dem Aussetzen des Ganges sowie zu Verwerfungen und Unterbrechungen gekommen ist. In solchen Fällen, in denen die Lagerstätte nicht mehr als solche erkennbar war, erfolgte die Vierung durch markscheiderische Vermessung nach dem Hauptstreichen zu einer bereits gevierten Fundgrube. Diese auf zwei parallele Ebenen projizierte Ausdehnung ergab die Fläche, um die sich das Grubenfeld erweiterte, wenn sie dessen Breite überstieg. Das bedeutet vereinfacht, dass sich das Grubenfeld verbreiterte, wenn der Gang in der Teufe über seine eigentlichen Abmessungen hinausging. Durch eine Vierung wird ein Grubenfeld somit in der Tiefe verbreitert.

## Sonderformen und Ausnahmen
Eine akzessorische oder Spezialvierung ist eine quadratische Einteilung einer Lagerstätte in Grubenfelder als gevierte Fundgruben. Dieses Verfahren kam zur Anwendung, wenn die Lagerstätte erkennbar, jedoch nicht durch einen Erzgang bestimmbar war, und somit keine Verleihung in Form von Fundgruben und Maßen möglich war. Beispielsweise war dies bei Stockwerksvererzungen der Fall. In einigen Bergbaurevieren gab es leichte Abweichungen in den Berggesetzen. Hier wurde dann zur Breitenmaßbestimmung bei gestreckten Feldern eine größere Vierung als normal verwendet. Diese Grubenfelder wurden dann nicht senkrecht auf die Gangebene, sondern auf das Streichen im Horizont vermessen. Auch überließ man es oftmals dem Grubenfeldbesitzer, soweit das Feld noch im Bergfreien war, ob die Vierung nur ins Hangende oder Liegende oder jeweils zur Hälfte ins Hangende und zur Hälfte ins Liegende erfolgen sollte.

## Erbstollnvierung
Ein Erbstöllner erhielt nach den preußischen Gesetzen keine andere Vierungsbreite genehmigt als die normale, gesetzlich vorgesehene Stollenbreite. Mit der Verleihung eines Erbstollns war auch das Bergbaurecht auf die im Hangenden und Liegenden anzutreffenden Gänge verbunden (nach den meisten Bergordnungen jeweils 3½ Lachter), wenn sie im Bergfreien lagen, also nicht anders verliehen waren oder sich in einem verliehenen Felde befanden. Die Vierung des Stollens begleitete analog mit der Vierung der Gänge auch den Erbstollen mit all seinen Wendungen. Allerdings galt dies nur so weit, wie der Stollen wirklich getrieben wurde. Unterhalb und oberhalb des zulässigen Bereiches hatte der Stollner keine Ansprüche mehr. Durchfuhr ein Erbstollner mit dem Erbstollen in einem bereits belehnten Grubenfeld Gänge oder Klüfte, so konnte er einen dieser Gänge entsprechend der Vierungsgerechtigkeit bearbeiten und das hereingewonnene Mineral entsprechend nutzen. Dasselbe galt, wenn der Stollen beim Vortreiben auf einen Gang traf, der sich vor dem Stollenort aufteilte. Traf der Erbstollner in den Gängen jedoch kein Erz an, so musste er den jeweiligen Fundgrübnern oder Maaßnern anbieten, das Ort aus ihrer Vierung heraus zu treiben. Nahmen diese das Angebot nicht innerhalb von 14 Tagen an, so hatte der Erbstollner das Recht, das Ort selbst zu treiben und sich das hereingewonnene Erz zu eigen machen.

## Vierungsgerechtigkeit und Vierungsleid
Die Vierungsgerechtigkeit, auch Vierungsrecht, wurde nur auf Gänge angewendet. Hatte ein Bergmann einen Gang bereits bearbeitet und kreuzte sich sein Gang mit dem eines anderen Bergbautreibenden, so hatte der Gang, der zuerst bearbeitet worden war und der somit der ältere war, gegenüber dem jüngeren die Vierungsgerechtigkeit. Das Recht des Älteren konnte auch durch Schürfen auf dem jeweiligen Gang erworben werden. Allerdings genoss der Ältere auch nur die Vierungsgerechtigkeit auf dem Gang, auf dem er der Ältere war. Bedingt durch die Vierungsgerechtigkeit konnte ein Berechtigter so viel Erz abbauen, wie in seine Vierung fiel. Dies hatte besonders für das Auffahren von Erbstollen eine große Bedeutung und galt bis zu dem Punkt, an dem der Erbstollen durch einen anderen Erbstollen enterbt wurde.
Als Vierungsleid wird der Nachteil beim Zusammentreffen mehrerer belehnter Gänge oder Lagerstätten in der Teufe bezeichnet. Das heißt, der Vierungsleidende musste einem fremden Bergbautreibenden den Abbau in seinem Grubenfeld gestatten, wenn sich ihre Vierungen berührten oder gar schnitten und der andere privilegiert war. Dabei galt primär der Vorzug des Erzes und speziell der Vorrang von Gold und Silber vor Eisenstein und Zinnerz. Hier konnte der Ältere nicht auf seine Vierungsgerechtigkeit pochen, sondern es galt, wer das edlere Erz hatte, der hatte die Vierungsgerechtigkeit, und derjenige mit dem unedleren Erz musste die Vierung leiden. Im Falle eines durchstreichenden Ganges musste der Lehnträger von Flözen oder Stöcken dessen Vierung leiden. Bei gleichartigen Abbaugegenständen stand demjenigen das Abbaurecht zu, der die ältere Belehnung besaß. Durch diese Regelungen war es durchaus möglich, dass eine Gewerkschaft, wenn sie mehrere Gänge in Lehn hatte, nur auf einen Gang die Vierungsgerechtigkeit hatte und sie somit bei den anderen Gängen, die von einem anderen Bergbautreibenden durchschnitten wurden, die Vierung leiden musste.